# Лэндон, Майкл
Майкл Лэндон (англ. Michael Landon, при рождении Юджин Морис Оровиц (англ. Eugene Maurice Orowitz); 31 октября 1936 — 1 июля 1991) — американский телевизионный актёр, продюсер, сценарист и режиссёр, наиболее известный благодаря главным ролям в трёх длительных телесериалах «Бонанза», «Маленький домик в прериях» и «Шоссе в рай».

## Жизнь и карьера

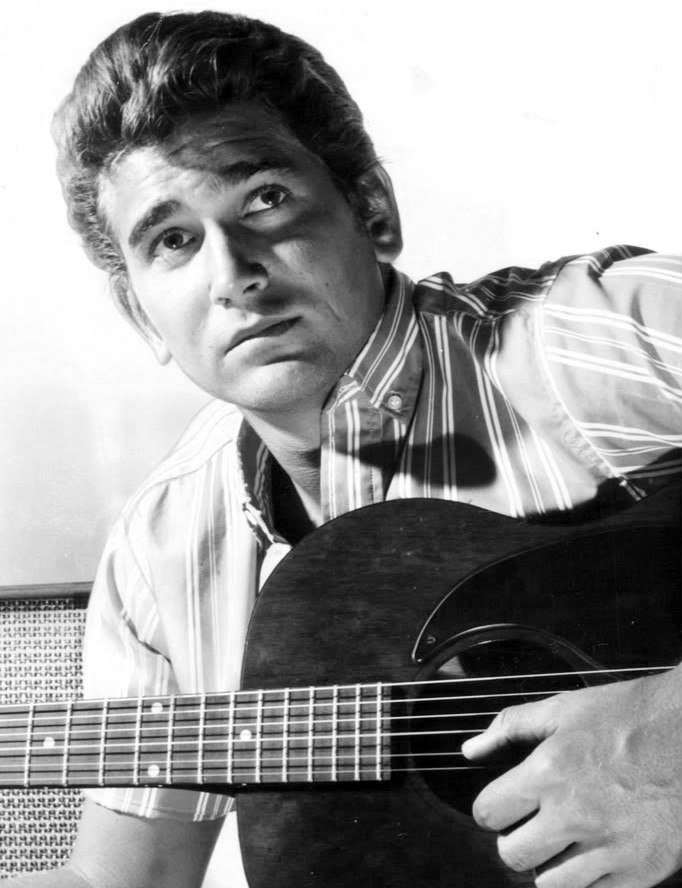
Майкл Лэндон в сериале «Бонанза»

### Ранние годы
Юджин Морис Оровиц родился в окрестностях Куинса, Нью-Йорк в семье актёра и комедийной актрисы. Мать неоднократно пыталась покончить жизнь самоубийством, что отразилось на психическом состоянии ребёнка. Он писал об этом в автобиографии «Майкл Лэндон: триумф и трагедия», а в 1976 году по истории своего детства снял телефильм «Одинокий бегун», который номинировался на две премии «Эмми». Он обучался по спортивной стипендии в Университете Южной Калифорнии, но после травмы ему пришлось прекратить физические нагрузки.

### Начало карьеры и «Бонанза»
Когда он решил начать карьеру на экране, то взял псевдоним Майкл Лэндон, имя, которое выбрал из телефонного справочника. В середине 1950-х Майкл Лэндон добился первого успеха благодаря ролям романтических героев на большом экране, а также сыграл первую и единственную главную роль в полнометражном кинофильме «Я был подростком-оборотнем».
В 1959 году, в возрасте двадцати двух лет, Майкл Лэндон получил главную роль в телевизионном вестерне «Бонанза», ставшем впоследствии одной из наиболее успешных программ в истории американского телевидения. Лэндон был самым молодым из четырёх ведущих актёров в сериале, и его персонаж стал наиболее популярным в сериале, в основном благодаря частым появлениям актёра без рубашки в кадре и романтическому образу персонажа. Шоу просуществовало вплоть до 1973 года и в настоящее время занимает второе место в списке самых продолжительных сериалов в прайм-тайм.

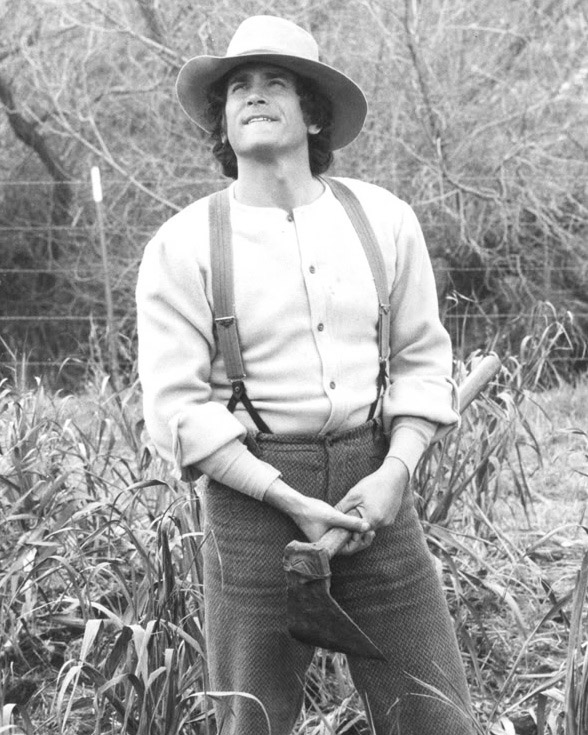
Майкл Лэндон в сериале «Маленький домик в прериях»

### «Маленький домик в прериях»
Спустя год после завершения «Бонанцы» Майкл Лэндон запустил сериал «Маленький домик в прериях», где был не только исполнителем главной роли, но и продюсером. Шоу рассказывало о семье, живущей на ферме в Уолнат-Гров, штат Миннесота, в 1870-х и 1880-х годах. Сериал был основан на одноимённой серии книг писательницы Лоры Инглз Уайлдер и транслировался на телеканале NBC на протяжении девяти сезонов, с 1974 по 1983 год. В сериале также снялись Карен Грассл в роли жены его героя, а также Мелисса Гилберт и Мелисса Сью Андерсон в ролях их дочерей. Сериал просуществовал девять сезонов, выиграл несколько премий «Эмми», породил несколько телефильмов-сиквелов и спустя десятилетия продолжает выходить в синдикации в США. Хотя шоу и было любимо критиками, Лэндон никогда не номинировался на «Эмми» за лучшую мужскую роль в драматическом телесериале и лишь однажды, в 1979 году, выдвигался на «Золотой глобус» за лучшую мужскую роль в телевизионном сериале — драма.

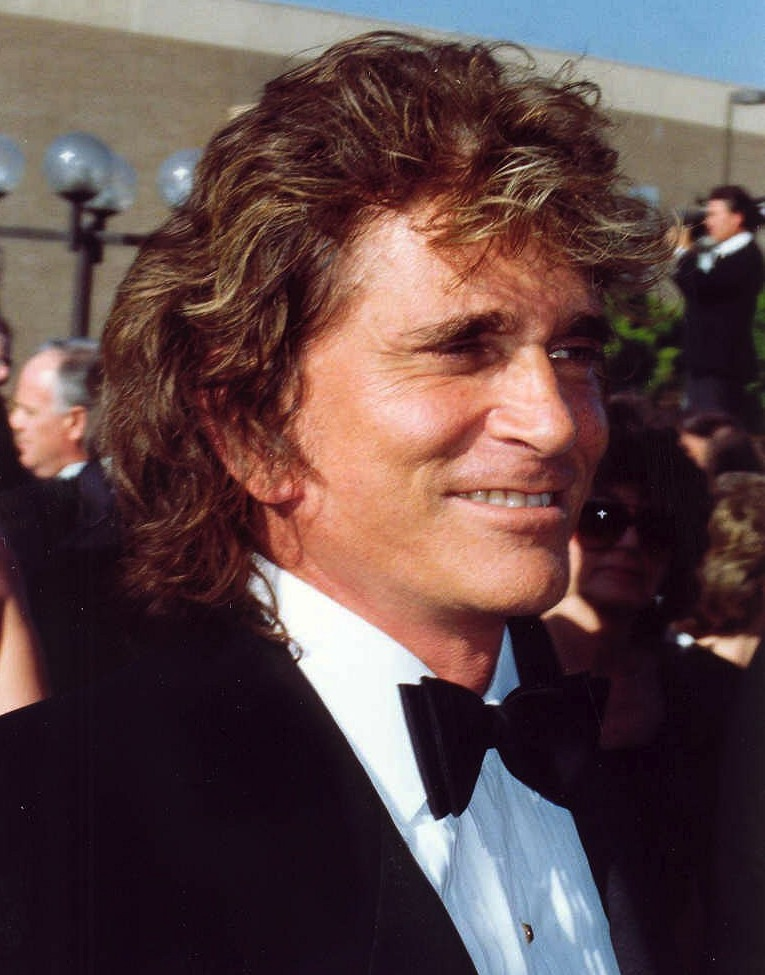
Майкл Лэндон в 1990 году

### Последние годы и смерть

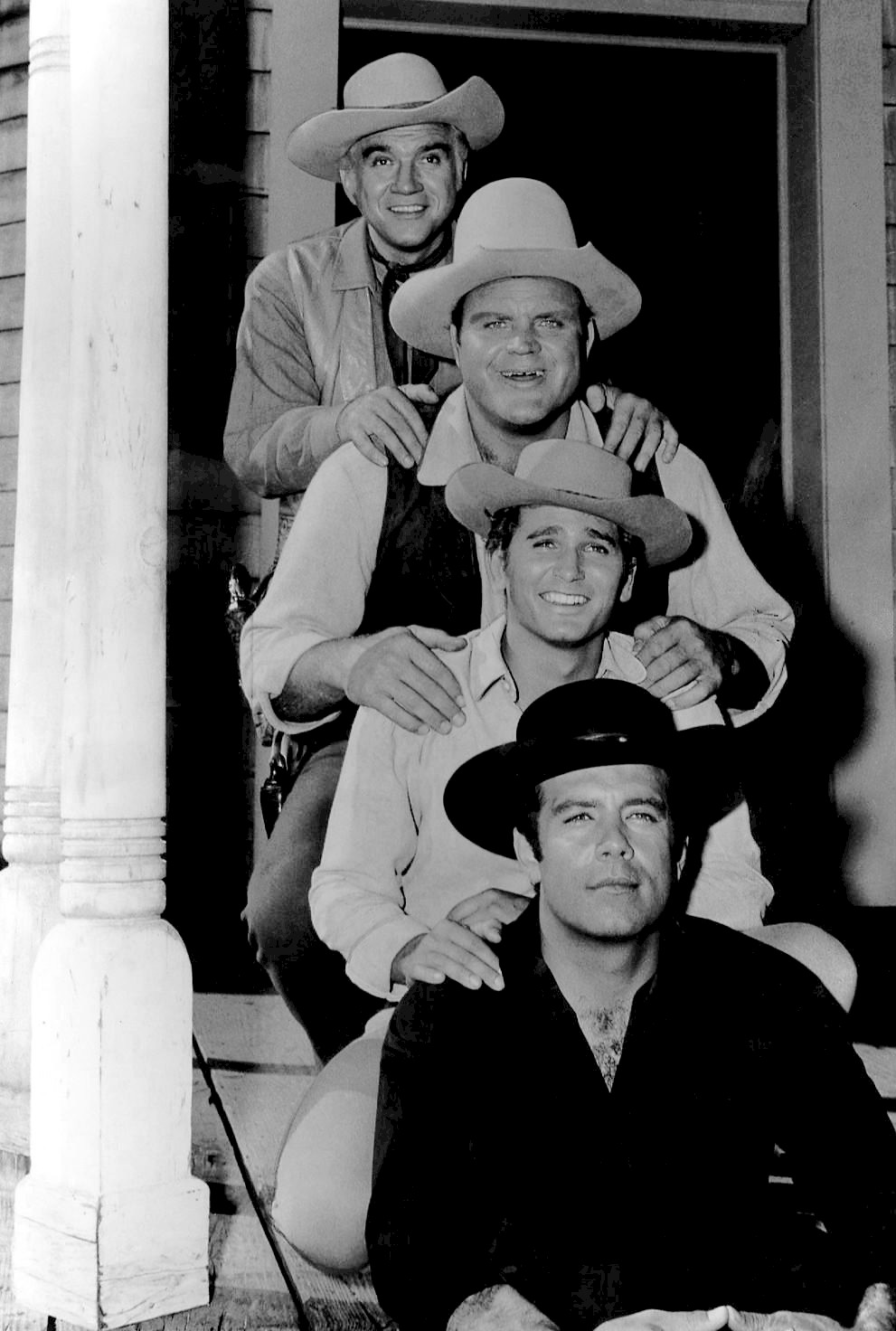
Сверху вниз: Грин, Лорн, Дэн Блокер, Майкл Лэндон и Робертс, Пернелл. «Бонанза», 1962.

После окончания «Маленького домика в прериях» актёр продолжил свою телевизионную карьеру ролью в сериале «Шоссе в рай», где играл роль ангела, помогающего людям. Также транслируемый по NBC с умеренным успехом, сериал просуществовал пять сезонов, в общей сложности включающих 111 эпизодов, и завершился в 1989 году.
5 апреля 1991 года Лэндону был поставлен диагноз — рак поджелудочной железы с метастазами в печень и лимфатические узлы. Рак был неоперабельным, жёлтая пресса вскоре начала придумывать несуществующие подробности болезни, и актёр вплоть до смерти появлялся на экране чтобы развеивать слухи, а в июне дал интервью журналу Life о своей жизни. 1 июля 1991 года Лэндон умер в Малибу, штат Калифорния. Лэндон трижды был женат и имел девятерых детей, двое из которых были приемными.
В 1984 году Майкл Лэндон был удостоен именной звезды на Голливудской «Аллее славы».